# Strategia colierului de perle
Strategia cunoscută sub numele de strategia colierului de perle este o strategie dezvoltată de Republica Populară Chineză, în scopul de a garanta securitatea rutelor de aprovizionare maritimes spre Orientul Mijlociu, precum și libertatea de acțiune comercială și militară. 

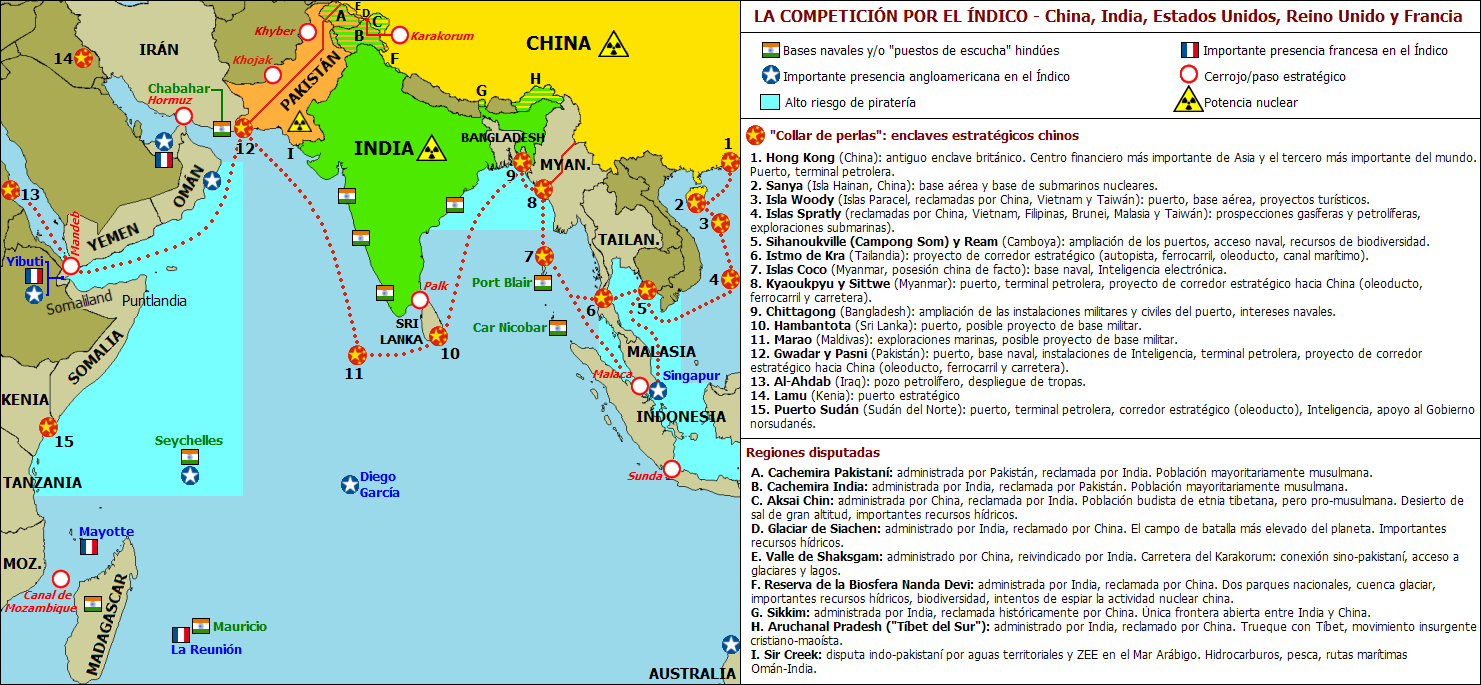
Harta "colierului de perle".

## Obiectivele strategiei
Strategia colierului de perle implică achiziționarea sau închirierea pentru o perioadă limitată de timp, de instalații portuare și aeriene eșalonate până la Port Sudan. Acest colier este destinat, de asemenea, să încercuiască India cu porturi în Sri Lanka, Pakistan, Birmania și Bangladesh. Termenul a fost folosit pentru prima dată la începutul anului 2005, într-un raport intern al Departamentul de Stat american intitulat
„Energy Futures in Asia.”

## Punerea în aplicare

### Taiwan
Această strategie face parte dintr-o ofensivă generală chineză de extindere a controlului asupra Mării Chinei de Sud și a Mării Chinei de Est (inclusiv câmpurile de gaze din Chunxiao aflate în litigiu cu Japonia); aceste acțiuni sunt menite să mărească marja de manevră chineză într-o parte a lumii în care comerțul este intens și în care China se vede nevoită să împartă cu vecinii săi (Japonia și cei patru dragoni asiatici). 80 % din importurile de energie chinezești tranzitează Marea Chinei de Sud. China lansează o ofensivă majoră în special în revendicări teritoriale, cum ar fi arhipelagurile Spratleys și Paracels, ambele revendicate de China și de Vietnam. Vietnam se apropie de Statele Unite, inamicul de ieri, pentru a contracara amenințarea chineză de astăzi.

### Birmania
Un joint-venture a fost înființat în anul 2009 între China și Birmania pentru construirea (încredințată gigantului chinez al hidrocarburilor NCPC) unei conducte de gaz și a unei conducte de petrol între golful Bengal și Kunming, capitala provinciei chineze Yunnan, trecând prin Mandalay și Muse. Acest proiect va asigura necesarul său de petrol și gaze naturale al Chinei, evitând strâmtoarea Malacca, infestată cu pirați.

### India
China urmărește să izoleze India (marele său rival economic) la nivel regional prin crearea de alianțe cu țările vecine, cum ar fi Pakistan, Bangladesh, Birmania sau Sri Lanka. Tensiunile dintre cele două țări rămân ridicate după războiul chino-indian din 1962 în Himalaya (câștigat de China): cele două țări nu au ajuns încă la un acord asupra unor anumite chestiuni teritoriale.

China este prezentă în porturile Gwadar din Pakistan, Hambantota din Sri Lanka, Chittagong din Bangladesh, Kyauk Phyu din Birmania (Statul Arrakan) etc. India este înconjurată de colierul de perle chinez.

China este împotriva oricărei reforme a Consiliului de Securitate al Organizației Națiunilor Unite, care ar include India în clubul închis al celor cinci câștigători  al celui de-Al Doilea Război mondial.

### Pakistan
Cooperarea chino-pakistaneză își are rădăcinile în cooperarea nucleară a celor două țări, precum și în ostilitatea lor comună față de India.

### Djibouti
China și-a deschis prima sa bază militară în străinătate în portul Djibouti în 2017. 

## Cumpărarea de porturi în toată lumea
China comunistă se deschide, de asemenea, spre Pacificul de Nord prin portul Rasŏn, în Coreea de Nord, și manifestă interes pentru Islanda, unde ministrul chinez de externe a explicat, într-o vizită oficială, că Republica Populară Chineză va construi un port pentru o dirijarea navelor chinezești spre Europa, în cazul în care încălzirea climei și topirea gheții va permite navigarea prin Oceanul Arctic, ceea ce ar reduce călătoria între porturile Shanghai și Hamburg cu 6.400 km, în lunile de vară. China își desfășoară forțele sale și în golful Aden și în zona înconjurătoare, pentru a-și escorta navele prin zonele infestate cu pirați.